# Atletismo nos Jogos Pan-Americanos de 2019 - Heptatlo feminino
A competição do heptatlo feminino foi um dos eventos do atletismo nos Jogos Pan-Americanos de 2019, em Lima, no Peru. A prova foi realizada entre os dias 7 e 8 de agosto.

## Calendário
Horário local (UTC-5).
| Data        | Horário | Fase                    |
| ----------- | ------- | ----------------------- |
| 7 de agosto | 14:40   | 100 metros com barreias |
| 7 de agosto | 15:15   | Salto em altura         |
| 7 de agosto | 18:00   | Arremesso de peso       |
| 7 de agosto | 19:20   | 200 metros              |
| 8 de agosto | 16:30   | Salto em distância      |
| 8 de agosto | 17:50   | Lançamento de dardo     |
| 8 de agosto | 19:05   | 800 metros              |
| 8 de agosto | 19:05   | Resultado final         |

## Medalhistas
| Ouro   | CUB Adriana Rodríguez |
| Prata  | USA Annie Kunz        |
| Bronze | COL Martha Araújo     |

## Recordes
Recordes mundial e pan-americano antes da disputa dos Jogos Pan-Americanos de 2019.
| Tipo                             | Atleta               | Pontos | Local   | Data                   |
| -------------------------------- | -------------------- | ------ | ------- | ---------------------- |
|                                  | Jackie Joyner-Kersee | 7291   | Seul    | 24 de setembro de 1988 |
| Recorde dos Jogos Pan-Americanos | Yorgelis Rodríguez   | 6332   | Toronto | 25 de julho de 2015    |

## Resultados

### 100 metros com barreiras
A prova teve início dia 7 de agosto às 14:40. 
| Posição | Bateria | Atleta              | Nacionalidade         | Tempo   | Pontos | Notas                |
| ------- | ------- | ------------------- | --------------------- | ------- | ------ | -------------------- |
| 1       | 1       | Adriana Rodríguez   | CUB Cuba              | 13.37   | 1069   | Recorde da temporada |
| 2       | 2       | Camila Pirelli      | PAR Paraguai          | 13.54   | 1044   | Recorde da temporada |
| 3       | 1       | Annie Kunz          | USA Estados Unidos    | 13.55   | 1043   |                      |
| 4       | 1       | Tyra Gittens        | TTO Trinidad e Tobago | 13.63   | 1031   |                      |
| 5       | 2       | Martha Araújo       | COL Colômbia          | 13.72   | 1018   | Recorde pessoal      |
| 6       | 1       | Riley Schultz-Cooks | USA Estados Unidos    | 13.77   | 1011   |                      |
| 7       | 2       | Alysbeth Felix      | PUR Porto Rico        | 13.85   | 1000   | Recorde da temporada |
| 8       | 2       | Vanessa Chefer      | BRA Brasil            | 14.13   | 960    | Recorde da temporada |
| 9       | 1       | Yorgelis Rodríguez  | CUB Cuba              | 14.24   | 945    |                      |
| 10      | 2       | Luisaris Toledo     | VEN Venezuela         | 99.99 ! |        | DNS                  |

### Salto em altura
A prova teve início dia 7 de agosto às 15:15. 
| Posição | Atleta              | Nacionalidade         | 1.50 | 1.53 | 1.56 | 1.59 | 1.62 | 1.65 | 1.68 | 1.71 | 1.74 | 1.77 | 1.80 | 1.83 | 1.86 | Resultado | Pontos | Notas                | Total |
| ------- | ------------------- | --------------------- | ---- | ---- | ---- | ---- | ---- | ---- | ---- | ---- | ---- | ---- | ---- | ---- | ---- | --------- | ------ | -------------------- | ----- |
| 1       | Tyra Gittens        | TTO Trinidad e Tobago | –    | –    | –    | –    | –    | o    | o    | o    | o    | o    | xxo  | xxo  | xxx  | 1.83      | 1016   |                      | 2047  |
| 2       | Alysbeth Felix      | PUR Porto Rico        | –    | –    | –    | –    | o    | o    | o    | xo   | xo   | xo   | xxx  |      |      | 1.77      | 941    | Recorde da temporada | 1941  |
| 3       | Adriana Rodríguez   | CUB Cuba              | –    | –    | –    | –    | –    | o    | o    | xo   | xxo  | xo   | xxx  |      |      | 1.77      | 941    |                      | 2010  |
| 4       | Annie Kunz          | USA Estados Unidos    | –    | –    | –    | o    | o    | o    | o    | o    | xxx  |      |      |      |      | 1.74      | 903    |                      | 1946  |
| 5       | Vanessa Chefer      | BRA Brasil            | –    | o    | o    | o    | o    | o    | xo   | xo   | xxx  |      |      |      |      | 1.71      | 867    | Recorde da temporada | 1827  |
| 6       | Martha Araújo       | COL Colômbia          | o    | –    | o    | o    | o    | o    | xxo  | xo   | xxx  |      |      |      |      | 1.71      | 867    | Recorde pessoal      | 1885  |
| 7       | Camila Pirelli      | PAR Paraguai          | o    | o    | xo   | o    | o    | xxx  |      |      |      |      |      |      |      | 1.62      | 759    |                      | 1803  |
| 8       | Riley Schultz-Cooks | USA Estados Unidos    | –    | –    | o    | o    | xxx  |      |      |      |      |      |      |      |      | 1.59      | 724    |                      | 1735  |
| 9       | Yorgelis Rodríguez  | CUB Cuba              | –    | –    | –    | –    | –    | xxx  |      |      |      |      |      |      |      | NM        | 0      |                      | 945   |
| 10      | Luisaris Toledo     | VEN Venezuela         |      |      |      |      |      |      |      |      |      |      |      |      |      |           |        | DNS                  | DNF   |

### Arremesso de peso
A prova teve início dia 7 de agosto às 18:00. 
| Posição | Atleta              | Nacionalidade         | #1    | #2    | #3    | Resultado | Pontos | Notas                | Total |
| ------- | ------------------- | --------------------- | ----- | ----- | ----- | --------- | ------ | -------------------- | ----- |
| 1       | Camila Pirelli      | PAR Paraguai          | 13.92 | 13.56 | 13.44 | 13.92     | 789    | Recorde da temporada | 2592  |
| 2       | Tyra Gittens        | TTO Trinidad e Tobago | 12.18 | 12.16 | 13.43 | 13.43     | 756    |                      | 2803  |
| 3       | Adriana Rodríguez   | CUB Cuba              | 12.10 | 13.21 | 11.40 | 13.21     | 741    | Recorde da temporada | 2751  |
| 4       | Annie Kunz          | USA Estados Unidos    | 13.06 | 13.02 | 12.55 | 13.06     | 731    |                      | 2677  |
| 5       | Riley Schultz-Cooks | USA Estados Unidos    | x     | 11.91 | 12.97 | 12.97     | 725    |                      | 2460  |
| 6       | Vanessa Chefer      | BRA Brasil            | 11.88 | 12.08 | 12.19 | 12.19     | 674    |                      | 2501  |
| 7       | Martha Araújo       | COL Colômbia          | 11.26 | 11.93 | 11.97 | 11.97     | 659    | Recorde da temporada | 2544  |
| 8       | Alysbeth Felix      | PUR Porto Rico        | 11.02 | 11.20 | 10.80 | 11.20     | 608    | Recorde da temporada | 2549  |
| 9       | Yorgelis Rodríguez  | CUB Cuba              |       |       |       |           |        | DNS                  | DNF   |
| 10      | Luisaris Toledo     | VEN Venezuela         |       |       |       |           |        | DNS                  | DNF   |

### 200 metros
A prova teve início dia 7 de agosto às 19:20. 
| Posição | Atleta              | Nacionalidade         | Tempo | Pontos | Notas                | Total |
| ------- | ------------------- | --------------------- | ----- | ------ | -------------------- | ----- |
| 1       | Adriana Rodríguez   | CUB Cuba              | 24.02 | 979    | Recorde da temporada | 3730  |
| 2       | Tyra Gittens        | TTO Trinidad e Tobago | 24.19 | 963    |                      | 3766  |
| 3       | Annie Kunz          | USA Estados Unidos    | 24.47 | 936    |                      | 3613  |
| 4       | Riley Schultz-Cooks | USA Estados Unidos    | 24.76 | 909    |                      | 3369  |
| 5       | Camila Pirelli      | PAR Paraguai          | 24.82 | 903    | Recorde da temporada | 3495  |
| 6       | Alysbeth Felix      | PUR Porto Rico        | 24.86 | 900    |                      | 3449  |
| 7       | Vanessa Chefer      | BRA Brasil            | 24.91 | 895    |                      | 3396  |
| 8       | Martha Araújo       | COL Colômbia          | 25.15 | 873    | Recorde da temporada | 3417  |

### Salto em distância
A prova teve início dia 8 de agosto às 16:30. 
| Posição | Atleta              | Nacionalidade         | #1   | #2   | #3   | Resultado | Pontos | Notas                | Total |
| ------- | ------------------- | --------------------- | ---- | ---- | ---- | --------- | ------ | -------------------- | ----- |
| 1       | Adriana Rodríguez   | CUB Cuba              | x    | x    | 6.46 | 6.46      | 994    | Recorde da temporada | 4724  |
| 2       | Alysbeth Felix      | PUR Porto Rico        | 6.27 | x    | 6.21 | 6.27      | 934    |                      | 4383  |
| 3       | Annie Kunz          | USA Estados Unidos    | x    | x    | 6.11 | 6.11      | 883    |                      | 4496  |
| 4       | Martha Araújo       | COL Colômbia          | 5.78 | 5.99 | x    | 5.99      | 846    | Recorde da temporada | 4263  |
| 5       | Vanessa Chefer      | BRA Brasil            | 5.97 | 5.87 | 5.87 | 5.97      | 840    |                      | 4236  |
| 6       | Riley Schultz-Cooks | USA Estados Unidos    | x    | x    | 5.74 | 5.74      | 771    |                      | 4140  |
| 7       | Camila Pirelli      | PAR Paraguai          | 5.41 | 5.47 | 5.44 | 5.47      | 691    | Recorde da temporada | 4186  |
| 8       | Tyra Gittens        | TTO Trinidad e Tobago | x    | 4.40 | 5.44 | 5.44      | 683    |                      | 4449  |

### Lançamento de dardo
A prova teve início dia 8 de agosto às 17:50. 
| Posição | Atleta              | Nacionalidade         | #1    | #2    | #3    | Resultado | Pontos | Notas                | Total |
| ------- | ------------------- | --------------------- | ----- | ----- | ----- | --------- | ------ | -------------------- | ----- |
| 1       | Camila Pirelli      | PAR Paraguai          | 45.91 | 48.56 | 47.44 | 48.56     | 832    | Recorde da temporada | 5018  |
| 2       | Martha Araújo       | COL Colômbia          | 45.05 | 47.54 | 47.70 | 47.70     | 816    |                      | 5079  |
| 3       | Vanessa Chefer      | BRA Brasil            | 41.14 | 42.11 | 45.00 | 45.00     | 763    | Recorde da temporada | 4999  |
| 4       | Annie Kunz          | USA Estados Unidos    | 39.95 | 38.01 | 37.30 | 39.95     | 666    | Recorde da temporada | 5162  |
| 5       | Riley Schultz-Cooks | USA Estados Unidos    | 39.01 | 38.64 | 39.89 | 39.89     | 665    |                      | 4805  |
| 6       | Alysbeth Felix      | PUR Porto Rico        | 34.48 | x     | 32.86 | 34.48     | 562    |                      | 4945  |
| 7       | Adriana Rodríguez   | CUB Cuba              | 30.16 | 31.53 | 33.59 | 33.59     | 545    |                      | 5269  |
| 8       | Tyra Gittens        | TTO Trinidad e Tobago | 29.09 | x     | 32.41 | 32.41     | 522    |                      | 4971  |

### 800 metros
A prova teve início dia 8 de agosto às 19:05. 
| Posição | Atleta              | Nacionalidade         | Tempo   | Pontos | Notas                | Total |
| ------- | ------------------- | --------------------- | ------- | ------ | -------------------- | ----- |
| 1       | Camila Pirelli      | PAR Paraguai          | 2:15.29 | 889    |                      | 5907  |
| 2       | Alysbeth Felix      | PUR Porto Rico        | 2:16.43 | 873    | Recorde da temporada | 5818  |
| 3       | Vanessa Chefer      | BRA Brasil            | 2:16.67 | 869    |                      | 5868  |
| 4       | Martha Araújo       | COL Colômbia          | 2:18.33 | 846    | Recorde da temporada | 5925  |
| 5       | Adriana Rodríguez   | CUB Cuba              | 2:18.49 | 844    | SB                   | 6113  |
| 6       | Annie Kunz          | USA Estados Unidos    | 2:19.69 | 828    | Recorde da temporada | 5990  |
| 7       | Riley Schultz-Cooks | USA Estados Unidos    | 2:28.55 | 711    |                      | 5516  |
| 8       | Tyra Gittens        | TTO Trinidad e Tobago | DNS     |        |                      | DNF   |

### Resultado final
| Posição           | Atleta              | Nacionalidade         | Pontos | Notes                |
| ----------------- | ------------------- | --------------------- | ------ | -------------------- |
| Medalha de ouro   | Adriana Rodríguez   | CUB Cuba              | 6113   |                      |
| Medalha de prata  | Annie Kunz          | USA Estados Unidos    | 5990   |                      |
| Medalha de bronze | Martha Araújo       | COL Colômbia          | 5925   | Recorde pessoal      |
| 4                 | Camila Pirelli      | PAR Paraguai          | 5907   | Recorde nacional     |
| 5                 | Vanessa Chefer      | BRA Brasil            | 5868   |                      |
| 6                 | Alysbeth Felix      | PUR Porto Rico        | 5818   | Recorde da temporada |
| 7                 | Riley Schultz-Cooks | USA Estados Unidos    | 5516   |                      |
| 8                 | Tyra Gittens        | TTO Trinidad e Tobago | DNF    |                      |
| 8                 | Yorgelis Rodríguez  | CUB Cuba              | DNF    |                      |
| 10                | Luisaris Toledo     | VEN Venezuela         | DNS    |                      |

Legenda
| Recorde mundial                  | Recorde mundial (World record)               |                       | Recorde africano                      | Recorde africano (African) |                                           | Q | Classificado por posição (Qualified) |
| Recorde dos Jogos Pan-Americanos | Recorde pan-americano (Pan-American record)  | Recorde da América    | Recorde da América (Americas)         | q                          | Classificado por melhor tempo (Qualified) |   |                                      |
| Melhor marca do ano              | Melhor marca do ano (World leading)          | Recorde asiático      | Recorde asiático (Asian)              | DNS                        | Não largou (Did not start)                |   |                                      |
| Recorde nacional                 | Recorde nacional (National record)           | Recorde europeu       | Recorde europeu (European)            | DNF                        | Não terminou (Did not finish)             |   |                                      |
| Recorde pessoal                  | Recorde pessoal do atleta (Personal best)    | Recorde da Oceania    | Recorde da Oceania (Oceania)          | DSQ / DQ                   | Desclassificado (Disqualified)            |   |                                      |
| Recorde da temporada             | Recorde da temporada do atleta (Season best) | Recorde sul-americano | Recorde sul-americano (South America) | NM                         | Sem marca (No mark)                       |   |                                      |